# Dachauplatz
Der Dachauplatz ist ein historischer Platz in der Regensburger Altstadt der seinen heutigen Namen erst nach Ende des Zweiten Weltkriegs erhalten hat. Den südlichen Teil des Platzes, bis hin zur westlichen Einmündung der Drei Kronen Gasse, nannte man vorher Klarenanger. Der nördliche Teil des Platzes, im Mittelalter noch abgetrennt durch eine Bodenwelle, wurde damals wahrscheinlich mit Getreide bepflanzt, nachdem sich bereits am Beginn des 13. Jahrhunderts auf dem südlichen Teil Frauen in klösterlicher Gemeinschaft der Klarissen niedergelassen hatten. Gegen Ende des 13. Jahrhunderts entstand auf dem nördlichen Teil des Platzes das Minoritenkloster mit der zugehörigen Minoritenkirche. Sowohl die ehemaligen Klostergebäude als auch das Kirchengebäude werden heute genutzt vom Historischen Museum der Stadt Regensburg.

## Name

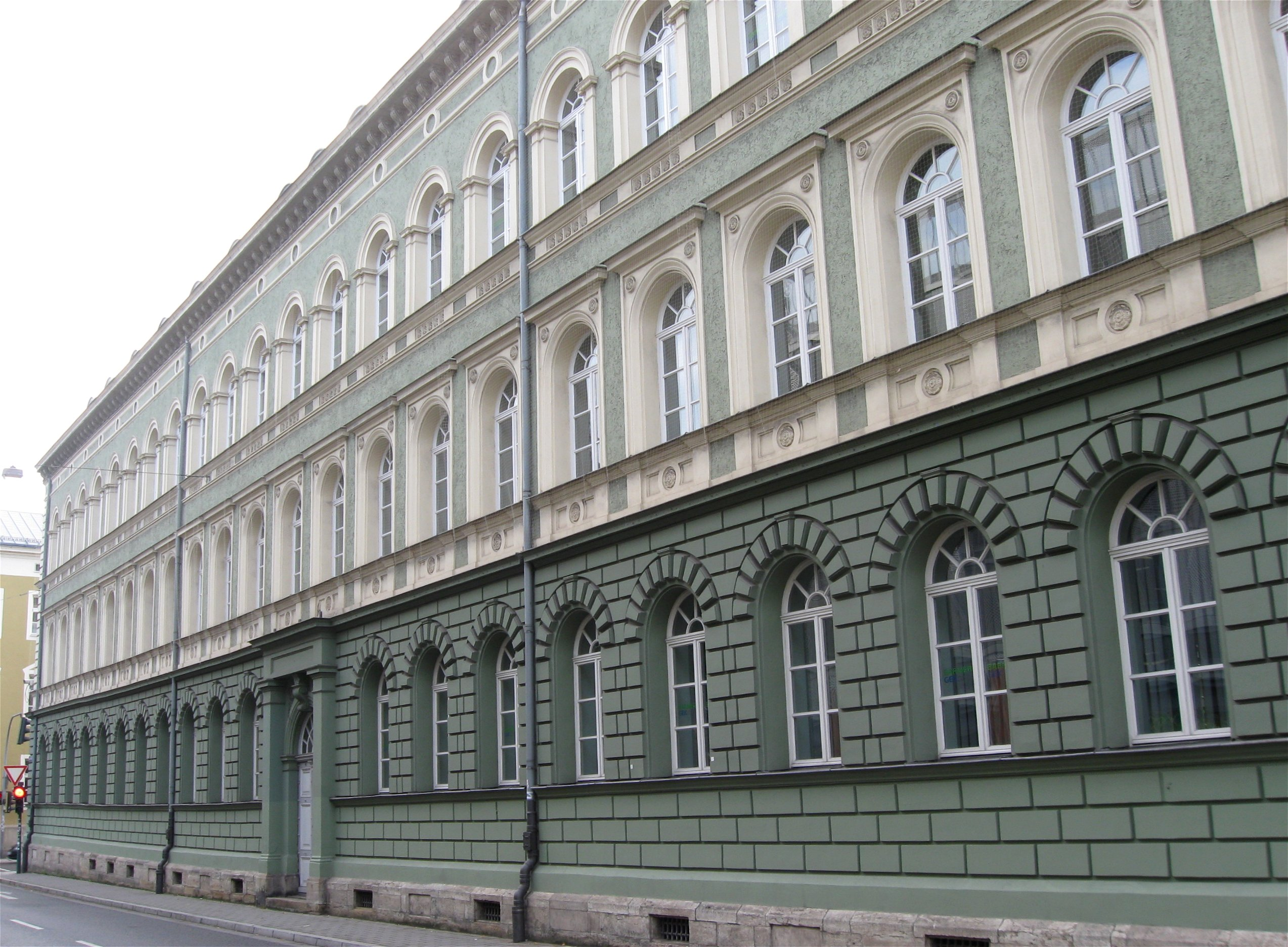
Ehemalige Klarenangerschule

Die erste frühere Bezeichnung Klarenanger ist zurückzuführen auf den am Beginn des 13. Jahrhunderts begonnenen Bau des Klarissenklosters noch zu Lebzeiten der 1253 verstorbenen und 1255 heiliggesprochenen Klara von Assisi auf einem bewachsenen Anger. Die Lage des Bauplatzes entspricht ungefähr der Lage des heutigen Parkhauses, unmittelbar östlich vor der damals noch vorhandenen Mauer des römischen Legionslagers Castra Regina, die teilweise überbaut oder als Fundament genutzt wurde. Die Bezeichnung Klarenanger wurde für die nach Süden weiterführende Straße verwendet, die aber nach dem Bau der Stadtmauer am Beginn des 14. Jahrhunderts bereits nach ca. 200 Metern auf Höhe der heutigen Von der Tann-Straße an der Stadtmauer endete. Nachdem die Stadtmauer um 1860 abgebrochen und die Straße nach 1880 bis zum neu entstandenen Bahnhof verlängert worden war, nannte man den gesamten neuen Straßenzug Klarenangerstraße. Erst 1934 wurde die Straße in D. Martin-Luther-Straße umbenannt. Die Bezeichnung Klarenanger lebte aber weiter im Namen der 1870 unter Bürgermeister Stobäus auf einem Teil der Freifläche erbauten Klarenangerschule. Das eindrucksvolle dreigeschossige Schulgebäude mit einer Fassadengliederung im Stil der Neurenaissance, das den Dachauplatz nach Süden abschließt, wird seit 1982 nach einer Totalsanierung als Geschäftshaus genutzt. Seitdem ist die alte Bezeichnung Klarenanger heimatlos.
Nach der Säkularisation in Bayern und nach dem Anschluss der Stadt Regensburg an das Königreich Bayern wurden die Gebäude des Minoritenklosters einschließlich der Klosterkirche zunächst als Militärkaserne und die Freifläche als Militärübungsplatz genutzt. Gegen Ende des 19. Jahrhunderts war deshalb die Bezeichnung Exerzierplatz üblich geworden. Im Jahr 1918 wurde der Platz in Kasernenplatz und im Jahr 1933 in Moltkeplatz umbenannt. Im Gedenken an die Morde, die im April 1945 auf dem Platz von Regensburger Nationalsozialisten begangen wurden (Endphaseverbrechen) und im Gedenken an die Opfer des Nationalsozialismus, die im Konzentrationslager Dachau ermordet wurden, lautet die heutige Bezeichnung des Platzes „Dachauplatz“.

## Lage

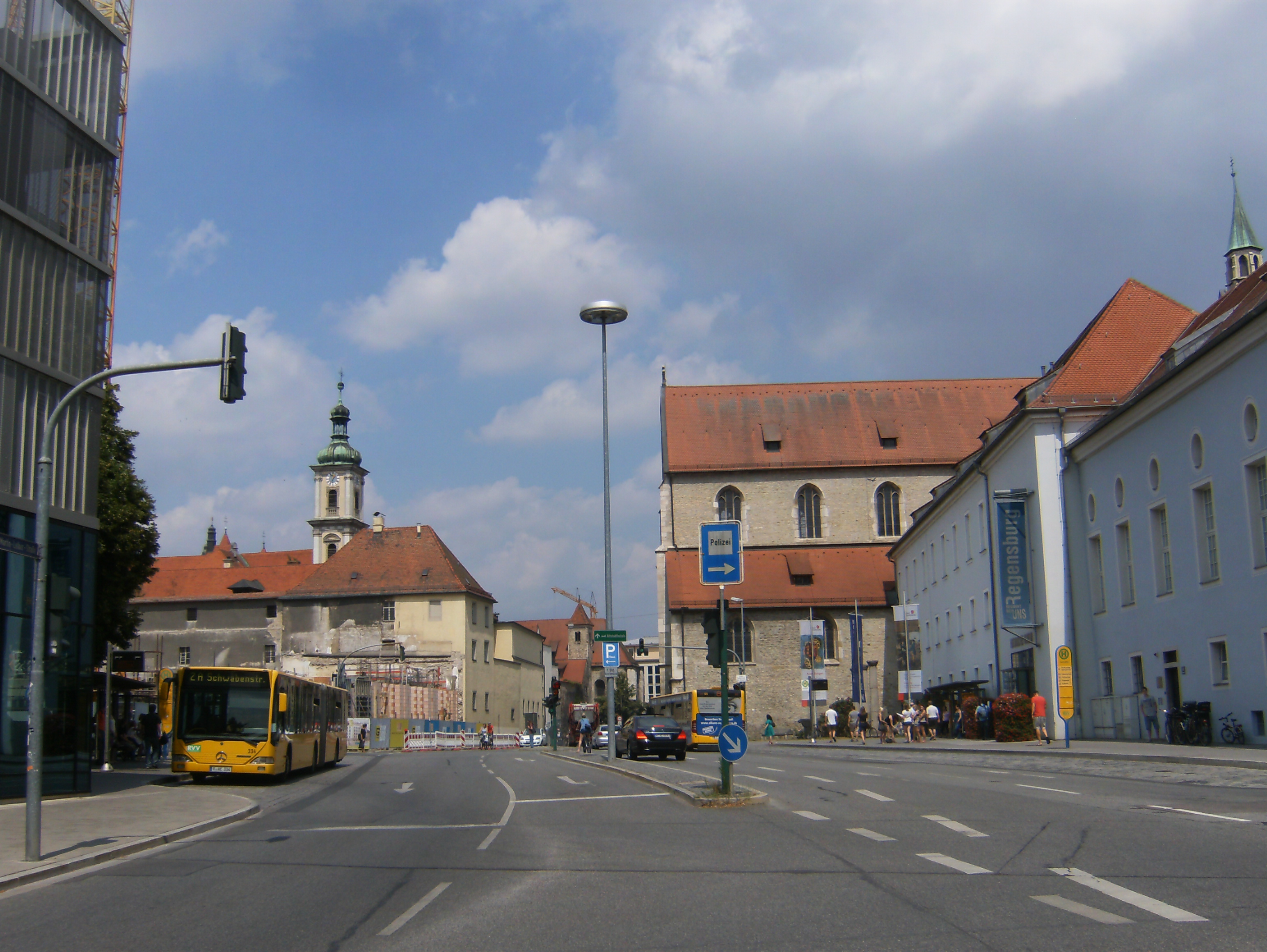
Nördlicher Dachauplatz (2013) Blick nach Nordwest auf Baustelle Karmeliten-Neubau

Der Dachauplatz liegt in der östlichen Regensburger Altstadt und wird durchschnitten von der D. Martin-Lutherstraße, die als Verlängerung der von Süd nach Nord verlaufenden Galgenbergstraße, der Verbindungsstraße von Klinikum, Universität und Hauptbahnhof sehr verkehrsreich ist und auch von mehreren Nahverkehrslinien genutzt wird. Ein um 1970 errichtetes hässliches Betonparkhaus wurde nach 2000 erneuert, um eine Markthalle erweitert und zieht zusätzlichen Verkehr an. Als Kolpingstraße verlängert führt die D. Martin-Lutherstraße weiter zum Museum  Haus der Bayerischen Geschichte  und zur Eisernen Brücke, dem Übergang über die Donau zur Donauinsel Unterer Wöhrd. Der Dachauplatz ist 200 Meter lang und 60 Meter breit und wird im Norden begrenzt vom Kolpinghaus, das vom Verkehr unterfahren wird. Im Nordosten findet man den kleinen, 2019 neu gestalteten Schwanenplatz. Im Osten begrenzen das Neue Rathaus den Dachauplatz und das ehemalige Minoritenkloster, dessen Gebäude seit 1932 vom historischen Museum genutzt werden. Im Süden endet der Platz an der Einmündung der Königsstraße und im Westen verläuft die Dr.-Wunderle-Straße, die die aus dem Parkhaus ausfahrenden Autos aufnehmen muss.

## Geschichte

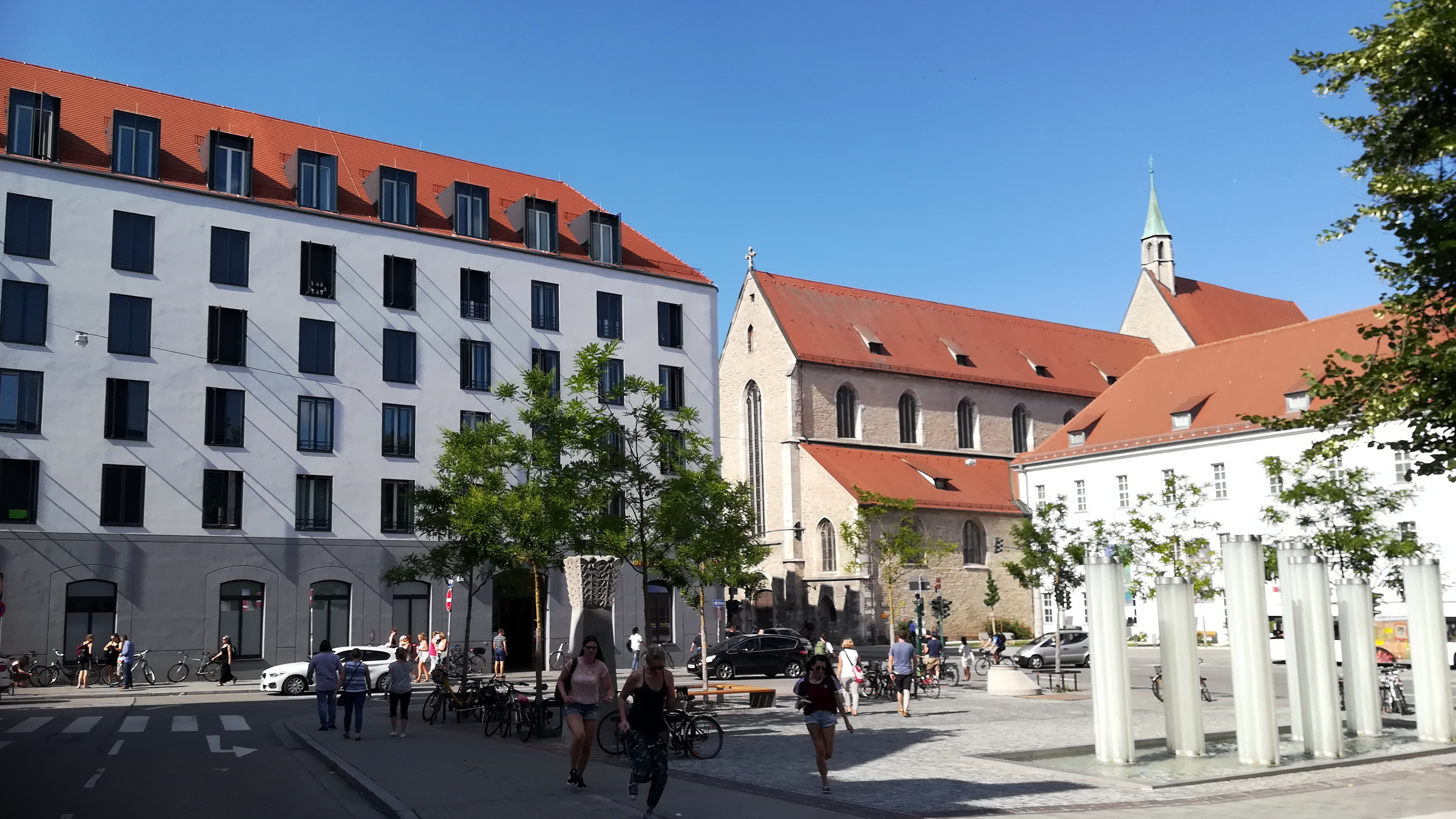
Dachauplatz (2018) Blick nach Nordost auf Minoritenkirche: links: Karmeliten Neubau

Der heutige Dachauplatz liegt knapp außerhalb der östlichen Mauer des 179 n. Chr. zur Zeit von Kaiser Marc Aurel errichteten römischen Legionslagers Castra Regina, das als Hauptquartier der III. italischen Legion diente. Beim Bau des heutigen Parkhauses auf dem Dachauplatz fand man 1972 im Boden ein ca. 60 m langes und ca. 3 m hohes Teilstück der östlichen Mauer des Legionslagers, das dann jahrelang unbeachtet blieb und nur schwer zugänglich war. Erst nach 2010 wurden damit begonnen, die Reste der römischen Befestigungsanlagen im Stadtgebiet zu restaurieren, für Besucher zugänglich zu machen und als Dokumente der Geschichte zu präsentieren. Seit 2013 ist auch der Abschnitt der Römermauer im Untergeschoss des Parkhauses auf dem Dachauplatz zugänglich und wird dort mit vielen Erläuterungen präsentiert.
Ein weiteres steinernes Dokument der römischen Vergangenheit von Regensburg war bereits 1873 bei den Bauarbeiten für das 2013 durch einen Neubau ersetzte ehemalige Hotel Karmeliten mit der Karmelitenbrauerei gefunden worden. Man stieß damals auf die Fundamente des Osttores des Legionslagers, die sogenannte „porta principalis dextra“, die sich über der Einmündung der Drei-Kronen-Gasse in den Dachauplatz erhob. Gefunden wurde das 3 m lange und 3,2 Tonnen schwere Mittelstück einer rund 8 m langen Schrifttafel, die einst über dem Lagertor angebracht war. Ihr Text konnte rekonstruiert werden und das Tafelstück wird im Museum präsentiert. Gemäß der Inschrift ließen Kaiser Marc Aurel und sein Sohn Commodus im Jahr 179 n. Chr. die Mauer mit Toren und Türmen von der III. italischen Legion errichten. Die Inschrift wird deshalb als „steinerne Gründungsurkunde der Stadt Regensburg“ bezeichnet.

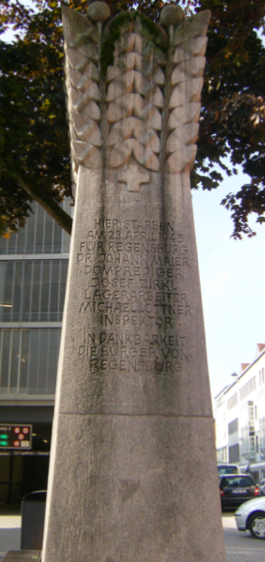
Mahnmal am Dachauplatz;
Richard Triebe (1975)

Im Mittelalter, um das Jahr 1228, entstand auf dem heutigen Gelände des Parkhauses ein Kloster des Ordens der Magdalenerinnen. 1296 übernahmen die Schwestern die Ordensregeln der Hl. Clara und waren somit Klarissen. Im Jahr 1327 brannte das Kloster komplett nieder, wurde jedoch mit Mitteln eines Regensburger Patriziers erneut aufgebaut. Erneut wurde das Klarissenkloster 1809 im Laufe der Schlacht bei Regensburg komplett zerstört, nicht wieder aufgebaut und hinterließ eine große Freifläche. Bis zum Ende des Ersten Weltkrieges wurde die entstandene Freifläche als Exerzierplatz für Soldaten genutzt. Im Nordosten des Dachauplatzes liegen die Gebäude des ehemaligen Minoritenklosters und die Minoritenkirche. Das Kloster wurde 1221 gegründet und fand ab 1802 säkularisierte Verwendung, zuerst als Kaserne, dann als Mauthalle, als Militärmagazin und zuletzt als Notquartier. Seit 1931 befindet sich dort das Historische Museum Regensburgs.
Am 23. und 24. April 1945 wurden auf dem Moltkeplatz, wie der Dachauplatz zur Zeit der Nationalsozialisten hieß, drei Männer getötet, weil sie die Stadt kampflos den Amerikanern überlassen wollten. Der Domprediger Dr. Johann Maier und der Lagerarbeiter Josef Zirkl wurden von den Nazis erhängt, der Polizeiinspektor Michael Lottner zuvor erschossen und seine Leiche unter den Galgen gelegt. Ein Mahnmal erinnert an die Opfer der grausamen Tat der Nationalsozialisten.

## Platzrandbebauung
- Kolpinghalle
- Nordwesten: Wohnkomplex mit Supermarkt (seit 2016) am Standort des ehemaligen Hotels Karmeliten
- Osten: Historisches Museum Regensburg und Neues Rathaus
- Westen: Parkhaus mit der Markthalle Regensburg und Mahnmal der Opfer des Nationalsozialismus

## Nutzung
Der Dachauplatz ist Standort eines großen Parkhauses, einer Markthalle, eines Supermarktes und dient damit der Nahversorgung. Mit sechs verschiedenen Bushaltestellen ist der Platz für den Regensburger Verkehrsverbund ein wichtiger Halte- und Umsteigepunkt. Längeres Verweilen ist an einem Brunnen mit Lichtinstallation, in der Regensburger Markthalle oder im Innenhof des Museums möglich.

## Sehenswürdigkeiten
- Historisches Museum Regensburg

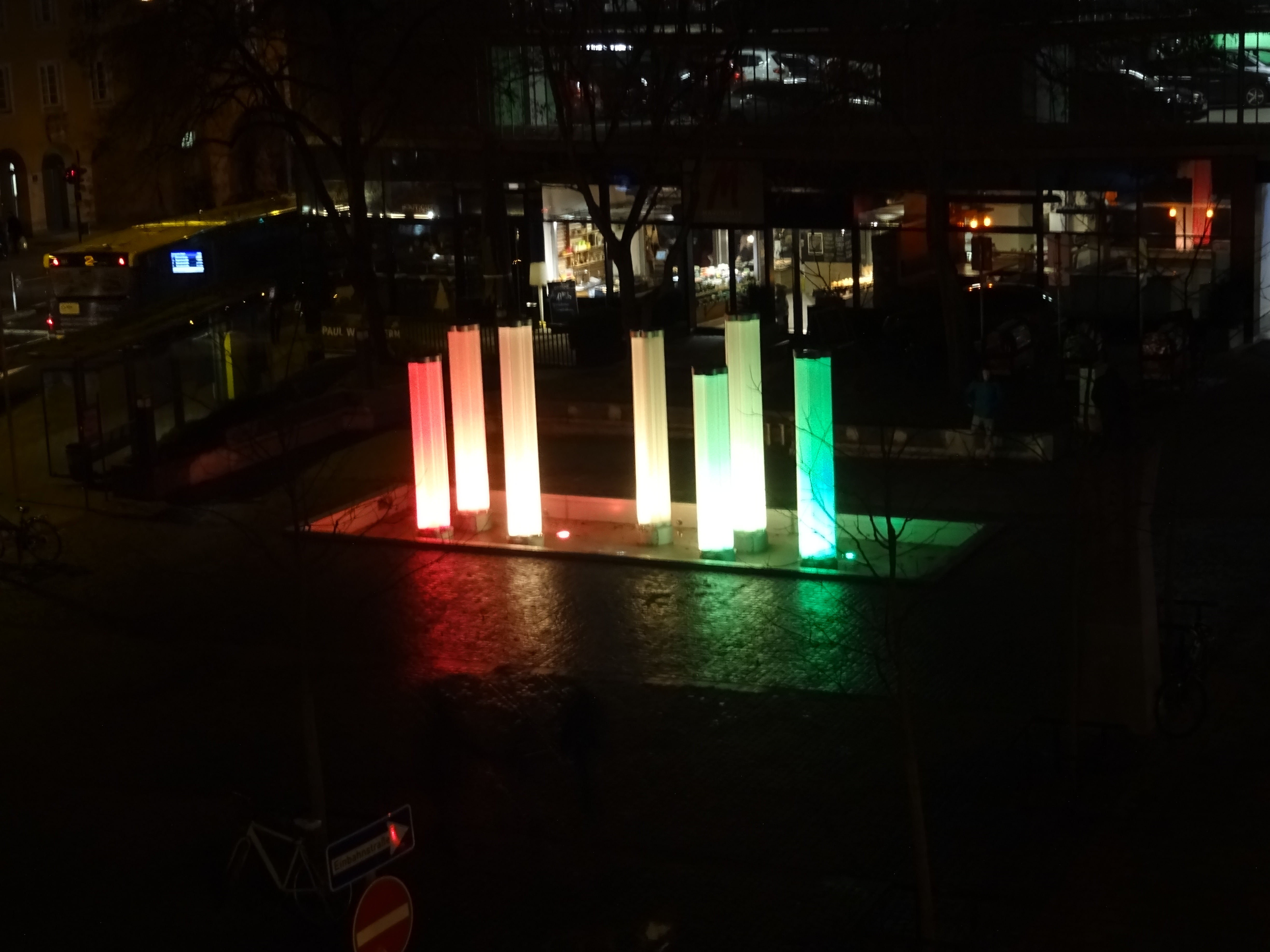
Brunnen am Dachauplatz bei Nacht; Fontana Regina, Hans Jörg Wiegner (2017)

- Mahnmal für die erhängten Opfer der Nationalsozialisten
- Brunnen mit Lichtinstallation des Berliner Lichtkünstlers Hans Jörg Wiegner[12]